# تلیاشوو
تلیاشوو (به لاتین: Telyashevo) یک منطقهٔ مسکونی در روسیه است که در باشقیرستان واقع شده‌است.